# Christian Frederik Høyer
Christian Frederik Høyer (10. februar 1739 på Kronborg Geværfabrik, Hammermøllen – 8. juni 1797) var en dansk præst, ældre broder til maleren Cornelius Høyer.
Høyer blev dimitteret 1759 fra Helsingørs Skole. Faderen, mestersvenden Andreas Nielsen Høyer, var imidlertid død forinden, og studenterårene i København var derfor meget trange. Skønt han vel opnåede regens, hengik dog 7 år, inden han fik attestats. Som kandidat udgav han en lille poetisk allegori, Lykkens Have (1770).
Da han havde været huslærer hos et par af direktørerne for Det asiatiske Kompagni, fik han ved disses hjælp ansættelse som skibspræst på Kompagniets skibe, rejste 1770 til Ostindien, 1772 til Kina. 1778 kaldtes han til yngste kapellan ved Holmens Kirke i København; oprykkede 1783 til øverste kapellan og var meget yndet som prædikant. 1788 forflyttedes han til Frelsers Kirke på Christianshavn; men få måneder efter vendte han tilbage til Holmens Kirke som provst og sognepræst.
Foruden enkelte prædikener og lejlighedstaler har han udgivet en lærebog om pligterne til brug for konfirmander (1788) samt en Andagtsbog for Kongens Søfolk (1794). Høyer døde 1797. Han var 2 Gange gift: 1. (1778) med Johanne Marie f. Michaelsen (d. 1779), datter af kaptajn Gustav M.; 2. (1782) med Dorothea f. Thulstrup (d. 1818), datter af bankdirektør, rådmand Thulstrup. En datter af sidste ægteskab var gift med kontreadmiral J.C. de Falsen.